# Werner Zuber

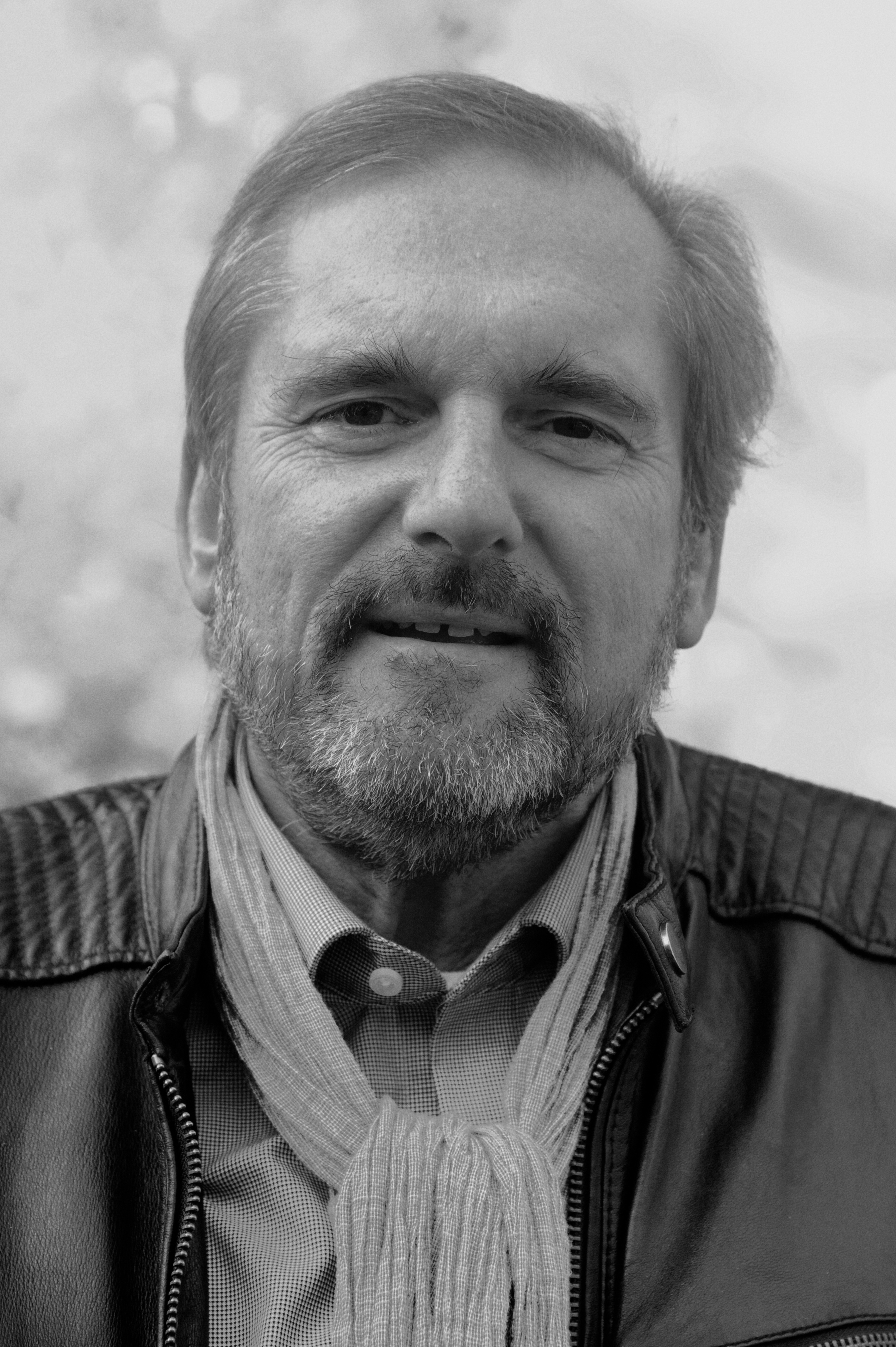
Werner Zuber, 2020

Werner Zuber (* 1964 in Aresing, Oberbayern) ist ein deutscher Theologe, Kirchenmusiker und Organist.

## Leben und Werdegang
Zuber arbeitet als Theologe und Kirchenmusiker im Kirchenmusikreferat des Bistums Augsburg für den Fachbereich Musik in der Pastoral und ist zudem verantwortlich für die kirchenmusikalische Fort- und Weiterbildung.
Seine musikalische Grundausbildung erhielt er während seiner Gymnasialzeit bei Kirchenmusikdirektor und Stiftsorganist Victor Ballon in Waldsassen und ist seit seinem dreizehnten Lebensjahr ständiger Organist. Nach dem Abitur studierte er Philosophie und Katholische Theologie an den Universitäten in Augsburg, Bonn und Eichstätt. Von 1990 bis 1991 war er Student an der Fachakademie für Kirchenmusik und Musikerziehung in Regensburg (heute Hochschule für Katholische Kirchenmusik und Musikpädagogik). Weiterführende Impulse für Improvisation verdankt er Petr Eben (Prag), Naji Hakim (Paris) und Wolfgang Seifen (Berlin). Anschließend folgten die Ausbildung zum Pastoralreferenten und sieben Jahre als Referent für Gemeindeentwicklung in der Augsburger Diözesanregion Altbayern. 1994 bis 1996 Weiterbildung am Institut zur Förderung publizistischen Nachwuchses ifp in den Bereichen Presse, Hörfunk, Fernsehen und Öffentlichkeitsarbeit.

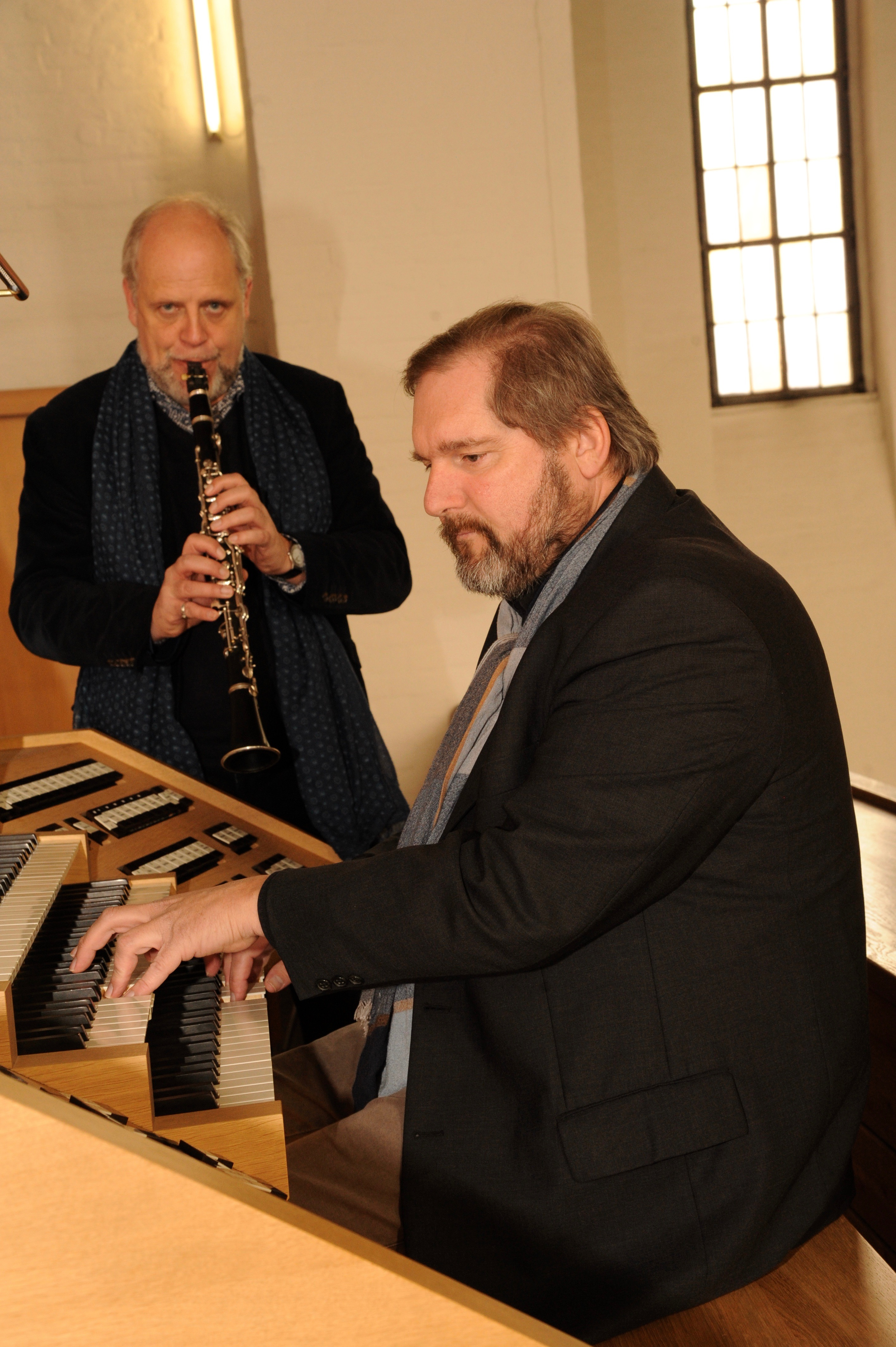
Stephan Holstein (Klarinette) und Werner Zuber (Thaddäusorgel), 2018

Werner Zuber absolvierte sein Aufbaustudium Kirchenmusik (Masterdiplom in Liturgical Music) in Luzern bei David Eben, Alois Koch und Wolfgang Sieber mit den Schwerpunkten Gregorianik und Orgelimprovisation.
Von 1999 bis 2014 war er Kirchenmusiker an der Heilig-Geist-Kirche in Mühlried, wobei er den Requiemchor weiterhin bei Trauergottesdiensten bis 2018 geleitet hat.
Im Herbst 2010 wurde er als Dozent für die kirchenmusikalische C-Ausbildung mit den Fächern Orgel, Liturgisches Orgelspiel, Improvisation und Musiktheorie im Bistum Augsburg berufen; gleichzeitig erhielt er die Ernennung zum Dekanatskantor für Neuburg-Schrobenhausen.
Schon über 25 Jahre gestaltet Zuber Improvisationskonzerte zu biblischen Texten sowie Bildern von Marc Chagall oder Sieger Köder im In- und Ausland.
Im Rahmen der Feierlichkeiten zur Wiedereinweihung der Merklin-Schütze Orgel von 1856 in Havanna/Kuba spielte Werner Zuber im Februar 2019 das Abschlusskonzert.
Zusammen mit Jazzmusiker Stephan Holstein auf seinen Instrumenten Klarinette, Bassklarinette und Saxophon musiziert Werner Zuber geistliche Abend- und Nachtmeditationen zu Gesängen der heiligen Hildegard von Bingen. Von 2014 bis 2022 war er Organist an der Pfarrkirche St. Thaddäus in Augsburg und von 2017 bis 2022 Kirchenmusiker an der oberbayerischen Wallfahrtskirche Mariä Geburt auf Maria Beinberg. Seit 1. Januar 2023 realisiert er als Organist der Pfarrkirche St. Joseph in Tutzing am Starnberger See vielfältige musikalische Begegnungen in Liturgie und Konzert.

## Veröffentlichungen
- Ins Liederbuch Weil du da bist (Kinder-Gotteslob) wurden zwei Liedrufe aufgenommen: „Fürcht' dich nicht!“, spricht der Herr (Text nach Jesaja 43, 5) und „Unsere Gaben bringen wir vor dich, den guten Gott“, Lahn-Verlag (Kevelaer), Dehm Verlag (Limburg 2009); bereits 6. Auflage 2016.
- In der Arbeitshilfe für Gottesdienste >Familien und Jugend< Heft 5+6/2013 (Bergmoser + Höller Verlag AG Aachen) wurde der Liedruf >"Fürcht' dich nicht", spricht der Herr< veröffentlicht.
- Singt dem Herrn ein neues Lied – singt die alten Lieder neu, 70 neue Orgel- bzw. Klaviersätze zum Kirchenlied für die liturgische Praxis in theologisch-systematischer Reflexion. (Masterarbeit zur Theologie der Musik, Luzern).
- In das neue Gotteslob (2013) wurden zwei Liedrufe in den Eigenteil des Bistums Augsburg aufgenommen: Fürbittruf: Herr, erhöre unser Beten, sende deinen Geist und stärke uns! (GL 720), Liedruf zur Gabenbereitung: Unsere Gaben bringen wir vor dich, den guten Gott. (GL 723).
- Mehrere Orgelsätze zum neuen Orgelbuch im Eigenteil des Bistums Augsburg (2013).
- Verschiedene Chorsätze zu Liedern im Eigenteil des Bistums Augsburg (2016).
- Eröffnungskanon (zu vier Stimmen) "Wie im Himmel, so auf Erden" für den Kinderchortag des Bistums Augsburg in der Ulrichswoche 2018; veröffentlicht im Chorheft vom 7. Juli 2018.
- Zwei Liedrufe „Herr, erhöre unser Beten“ und „Unsere Gaben bringen wir“ wurden in das Liederheft Dankbar lasst es uns verkünden im Gemeindeanhang zum Gotteslob der kath. Kirchengemeinde Zum Guten Hirten, Berlin aufgenommen; Berlin 2018.
- Bläserheft zum Gotteslob – Eigenteil Bistum Augsburg – zwei Sätze mit Vorspiel; hrsg. vom Amt für Kirchenmusik im Bischöflichen Ordinariat Augsburg, Strube Verlag GmbH, München 2019.
- In das Liederbuch Gemeinsam bunt „Leichtes Gotteslob“ (LeiGoLo) wurde der Liedruf „Unsere Gaben...“ aufgenommen; hrsg.: Robert Haas Musikverlag, Kempten 2021.